# 尼比奥拉
尼比奥拉（義大利語：Nibbiola），是意大利诺瓦拉省的一个市镇。总面积11平方公里，人口766人，人口密度69.6人/平方公里（2009年）。ISTAT代码为003104。